# Igor Bobkow
Igor Siergiejewicz Bobkow, ros. Игорь Сергеевич Бобков (ur. 2 stycznia 1991 w Surgucie) – rosyjski hokeista.

## Kariera klubowa
- Mietałłurg 2 Magnitogorsk (2008-2009)
- Stalnyje Lisy Magnitogorsk (2009-2010)
- London Knights (2010-2011)
- Kingston Frontenacs (2011-2012)
- Syracuse Crunch (2010-2012)
- Norfolk Admirals (2012-2015)
- Utah Grizzlies (2013-2015)
- Admirał Władywostok (2015-2018)
- Awangard Omsk (2018-2021)
- Ak Bars Kazań (2021-2022)
- Awtomobilist Jekaterynburg (2022-2023)

Wychowanek Mietałłurga Magnitogorsk. Występował w drużynie rezerwowej klubu oraz w zespole juniorskim w rozgrywkach MHL. W drafcie NHL z 2009 został wybrany przez Anaheim Ducks. W 2010 wyjechał do Ameryki Północnej. Przez dwa pierwsze lata grał w kanadyjskich rozgrywkach juniorskich OHL w ramach CHL (w zespołach London Knights i Kingston Frontenacs). Równolegle rozpoczął występy w zespołach farmerskich podległych Anaheim Ducks, w ligach AHL i ECHL, które kontynuował do 2015 (drużyny Syracuse Crunch, Norfolk Admirals, Utah Grizzlies). Do tego czasu nie zagrał meczu w elitarnej lidze NHL. W sierpniu 2015 macierzysty klub z Magnitogorska zbył prawa do Bobkina w ramach rosyjskich rozgrywek KHL na rzecz klubu Admirał Władywostok, a zawodnik podpisał dwuletni kontrakt z tym zespołem. W maju 2018 przeszedł do Awangardu Omsk. Odszedł z klubu po sezonie 2020/2021. W maju 2021 został zaangażowany przez Ak Bars Kazań. Od maja 2022 do kwietnia 203 był zawodnikiem Awtomobilista Jekaterynburg

## Kariera reprezentacyjna
Został reprezentantem Rosji. Występował w kadrach juniorskich na turniejach mistrzostw świata do lat 18 w 2009, mistrzostw świata do lat 20 w 2010, 2011.

## Sukcesy
Reprezentacyjne
- Srebrny medal mistrzostw świata juniorów do lat 18: 2009
- Złoty medal mistrzostw świata juniorów do lat 20: 2011

Klubowe
- Puchar Charłamowa – mistrzostwo MHL: 2010 ze Stalnyje Lisy Magnitogorsk
- Finał KHL o Puchar Gagarina: 2019 z Awangardem Omsk
- Srebrny medal mistrzostw Rosji: 2019 z Awangardem Omsk
- Puchar Gagarina – mistrzostwo KHL: 2021 z Awangardem Omsk
- Złoty medal mistrzostw Rosji: 2021 z Awangardem Omsk

Indywidualne
- Mistrzostwa świata do lat 18 w hokeju na lodzie mężczyzn 2009/Elita:
  - Trzecie miejsce w klasyfikacji skuteczności interwencji w turnieju: 92,70%[7]
  - Piąte miejsce w klasyfikacji średniej goli straconych na mecz w turnieju: 3,33
  - Pierwsze miejsce w klasyfikacji liczby obronionych strzałów w turnieju: 254
  - Jeden z trzech najlepszych zawodników reprezentacji w turnieju[8]
  - Najlepszy bramkarz turnieju[9]
- Mistrzostwa Świata Juniorów w Hokeju na Lodzie 2010/Elita:
  - Pierwsze miejsce w klasyfikacji skuteczności interwencji w turnieju: 93,00%[10]
  - Trzecie miejsce w klasyfikacji średniej goli straconych na mecz w turnieju: 2,45
  - Jeden z trzech najlepszych zawodników reprezentacji w turnieju[11]
- ECHL 2013/2014:
  - Najlepszy bramkarz miesiąca – luty 2014, marzec 2014
- KHL (2018/2019):
  - Najlepszy bramkarz – ćwierćfinały konferencji[12]
  - Piąte miejsce w klasyfikacji średniej goli straconych na mecz w fazie play-off: 1,83
  - Drugie miejsce w klasyfikacji meczów bez straty gola w fazie play-off: 3